# Complexo Viário Escola de Engenharia Mackenzie

Vista aérea do Complexo

O Complexo Viário Escola de Engenharia Mackenzie é um conjunto de cinco viadutos, uma passagem, e duas galerias. Localizado no Município de São Paulo, foi inaugurado em 1995 durante a gestão de Paulo Maluf. Seu nome homenageia a secular Escola de Engenharia da Universidade Presbiteriana Mackenzie, instituição paulista privada.
 Constituição da obra:
- Viaduto Anchieta – Bom Pastor
- Viaduto Audízio de Alencar – Anchieta
- Passagem Audízio de Alencar
- Viaduto Juntas Provisórias - Anchieta
- Viaduto Almirante Delamare
- Viaduto Comandante Taylor
- Galeria sob a Praça Altemar Dutra
- Galeria de Reforço Córrego Moinho Velho